# Privilège du blanc
Ne doit pas être confondu avec Privilège blanc.

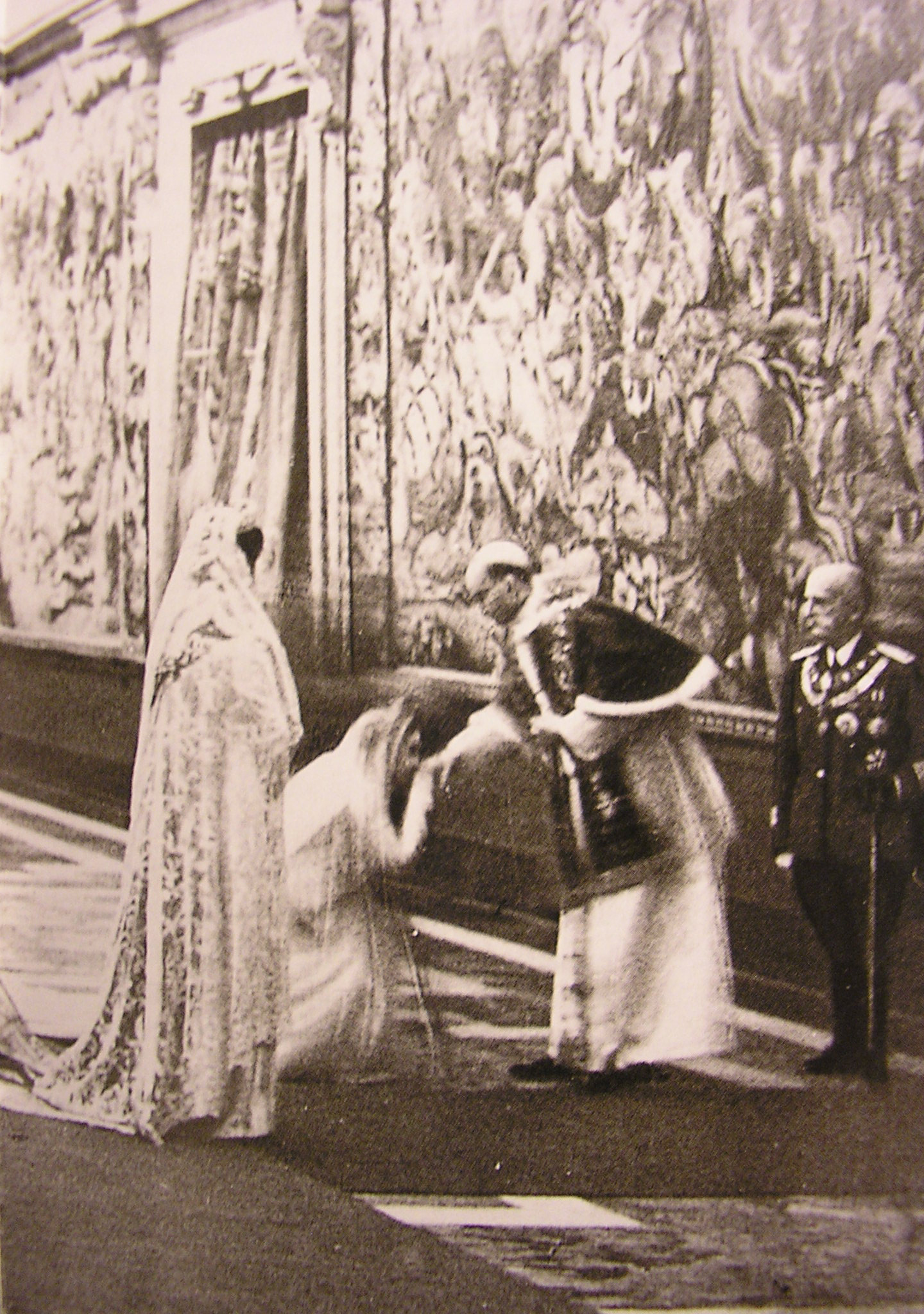
La reine Hélène et la princesse Marie-José d’Italie vêtues de blanc lors d'une visite du pape Pie XII au palais du Quirinal (1939).

Le privilège du blanc (en italien : privilegio del bianco) est une prérogative particulière utilisée par les reines, princesses et duchesses catholiques — qu’elles soient régnantes, consorts ou émérites — lors de leurs audiences avec le pape, au cours desquelles elles sont autorisées à porter des vêtements et mantilles blancs, habituellement réservés au souverain pontife.

## Histoire
Les origines de ce privilège sont incertaines. Il semble que cette exception remonte au début du XIXe siècle, durant le pontificat du pape Pie VII. D’abord accordée à la reine d’Espagne, elle est étendue ensuite aux autres souveraines restées fidèles à l’Église catholique, en signe de gratitude à leur égard, alors que d’autres royaumes se sont convertis au protestantisme,,.
Cette étiquette a connu certains accommodements depuis les années 1980. Ainsi, le privilège du blanc n’est pas utilisé par les reines à chaque rencontre avec le pape, mais davantage pour les occasions les plus solennelles.

## Éligibilité
Actuellement, les dames catholiques éligibles à ce privilège sont les suivantes :
- Mathilde, reine des Belges ;
- la reine Paola de Belgique ;
- Letizia, reine d’Espagne ;
- la reine émérite Sophie d’Espagne ;
- Marina, princesse de Naples (veuve du chef de la maison de Savoie)[N 1] ;
- María Teresa, grande-duchesse de Luxembourg ;
- Charlène, princesse de Monaco[N 2].

Autrefois, les personnalités royales éligibles à ce privilège comprenaient également l’impératrice d’Autriche et reine de Hongrie, la reine d’Italie, la reine de France puis l’impératrice des Français, la reine de Portugal, la reine de Bavière, quelques princesses allemandes ainsi que les épouses des capitaines-régents de Saint-Marin.
Bien que catholiques, la reine du Lesotho et la princesse de Liechtenstein sont exclues du privilège du blanc.
À l’inverse, le protocole veut qu’une femme non catholique soit vêtue de noir lorsqu’elle rencontre le pape,, à l’exception de la reine Élisabeth II du Royaume-Uni qui, en tant que chef de l’Église anglicane, n’était pas tenue d’obéir à cette règle,. Les princesses converties à la foi catholique, comme la duchesse de Kent, sont également astreintes au noir, de même que Máxima des Pays-Bas, reine consort d’un royaume calviniste (bien qu’elle soit elle-même de confession catholique),,.
Les reines d’Espagne sont les seules à pouvoir porter la peineta.